# 藤原伊実
藤原 伊実（ふじわら の これざね）は、平安時代末期の公卿。太政大臣・藤原伊通の次男。官位は正三位・中納言。

## 相撲に生きる反骨の雅
『古今著聞集』に藤原伊実の逸話が伝えられている。彼はもともと相撲や競馬などの武芸を好み、学問にはほとんど関心を示さなかったという。父の伊通はたびたびこれを叱責したが、伊実は改めようとしなかった。当時、「腹くじり」と称される相撲取りがいた。この力士は必殺技として相手の腹に頭を突き入れ、必ず転倒させることに長けていたため、その異名を得ていた。
伊通は密かにこの力士を召し出し、「我が子・伊実が相撲に耽るのは不本意である。もし彼を転倒させれば褒美を取らせるが、失敗すれば命はないと思え」と命じた。さらに伊実には「お前が相撲に執着するなら、この『腹くじり』と勝負せよ。勝てば以後咎めぬが、負けたら永久に相撲を禁ずる」と宣告した。
勝負の最中、伊実は最初こそ相手の攻撃を許したが、「腹くじり」が得意技を繰り出した瞬間、その四肢を掴み前方へ強く引き倒した。力士は首の骨が軋むほどの衝撃を受け、地面に叩きつけられた。策略が瓦解した伊通は不快の色を隠さず、「腹くじり」は行方をくらましてしまった。以降、伊実の相撲修業を阻む者はいなくなったという。
『古今著聞集』は説話集としての性質上、文学的脚色の可能性を排除できないものの、この逸話のみに注目すれば、伊実は当時の上層公家貴族の中で極めて特異な存在であったと言える。彼が相撲比試で収めた勝利は、単なる力の優位性を示すだけでなく、「柔よく剛を制す」と評されるような、相手の力を逆用して制する戦術的知性を立証している。

## 官歴
主に『公卿補任』を参照し、適宜表現を調整するとともに他の人物の官歴を補記した。
※日付＝旧暦
- 大治5年
  - 1月6日：従五位下[5]一品禎子内親王御給
- 保延2年
  - 12月21日：任侍従元散位
- 保延4年
  - 1月2日：従五位上朝覲行幸賞
  - 1月22日：任左近衛権少将元侍従、除目任左、下名還任
- 保延6年
  - 3月26日或いは3月27日：兼備前介或いは備中介
- 保延7年
  - 1月6日：正五位下少将労
- 康治2年
  - 1月6日：従四位下少将労兼国
- 康治7年
  - 1月6日：従四位上朝覲行幸賞
- 久安3年
  - 1月28日：兼讃岐権介少将労兼国
  - 8月11日：正四位下皇后宮[6]御給、鳥羽御堂供養日行事賞
- 久安4年
  - 11月13日：轉左近衛中将元右少将、超源成雅
- 久安5年
  - 8月2日：蒙禁色宣旨年廿六
- 久安6年
  - 1月6日：補蔵人頭[7]越右中将源師仲、左中将源成雅等
  - 6月22日：兼中宮権亮[8]宮同胞兄
- 仁平1年
  - 2月某日：兼播磨介
- 久寿2年
  - 7月23日：止頭天皇晏駕[9]
  - 7月24日：補新帝頭[10]
- 保元1年
  - 1月27日：任参議元蔵人頭左中将中宮権亮、下名賜左中将兼字
同日、任備前権守
  - 9月13日：任権中納言元参議左中将
即日、従三位父伊通卿今日任槐[11]
  - 11月28日：兼皇后宮権大夫[12]
- 保元2年
  - 8月21日[13]：正三位臨時、超参議藤原公通
- 保元3年
  - 2月3日：皇太后宮権大夫[14]
- 平治1年
  - 4月2日：解官依朔日無故不参也[15]
- 平治2年
  - 2月28日：更任
  - 8月11日[16]：轉中納言
  - 9月2日：薨[17]

## 系譜
主に『尊卑分脈』を参照しつつ、一部の誤記に修正を加えた。
- 父：藤原伊通
- 母：藤原顕隆の娘
- 室：相模権守公長の娘
  - 男子：藤原清通（伊保） - 従三位・左京大夫
- 室：藤原範兼の娘
  - 男子：藤原伊輔 - 正三位[18]・右兵衛督
- 生母不明の子女[19]
  - 男子：実修 - 妙香院、法印、権大僧都
  - 男子：覚伊（観実） - 阿闍梨
  - 男子：実宝 - 大法印
  - 男子：実厳 - 上座